# Mexikanischer Tulpenmohn
Der Mexikanische Tulpenmohn (Hunnemannia fumariifolia)  ist die einzige Art der Pflanzengattung Hunnemannia innerhalb der Familie der Mohngewächse (Papaveraceae). Sie ist dem  Kalifornischen Mohn sehr ähnlich und wurde früher auch in die Gattung Eschscholzia gestellt. Sie kommt in den Hochebenen des zentralen bis südlichen Mexikos vor.

## Beschreibung

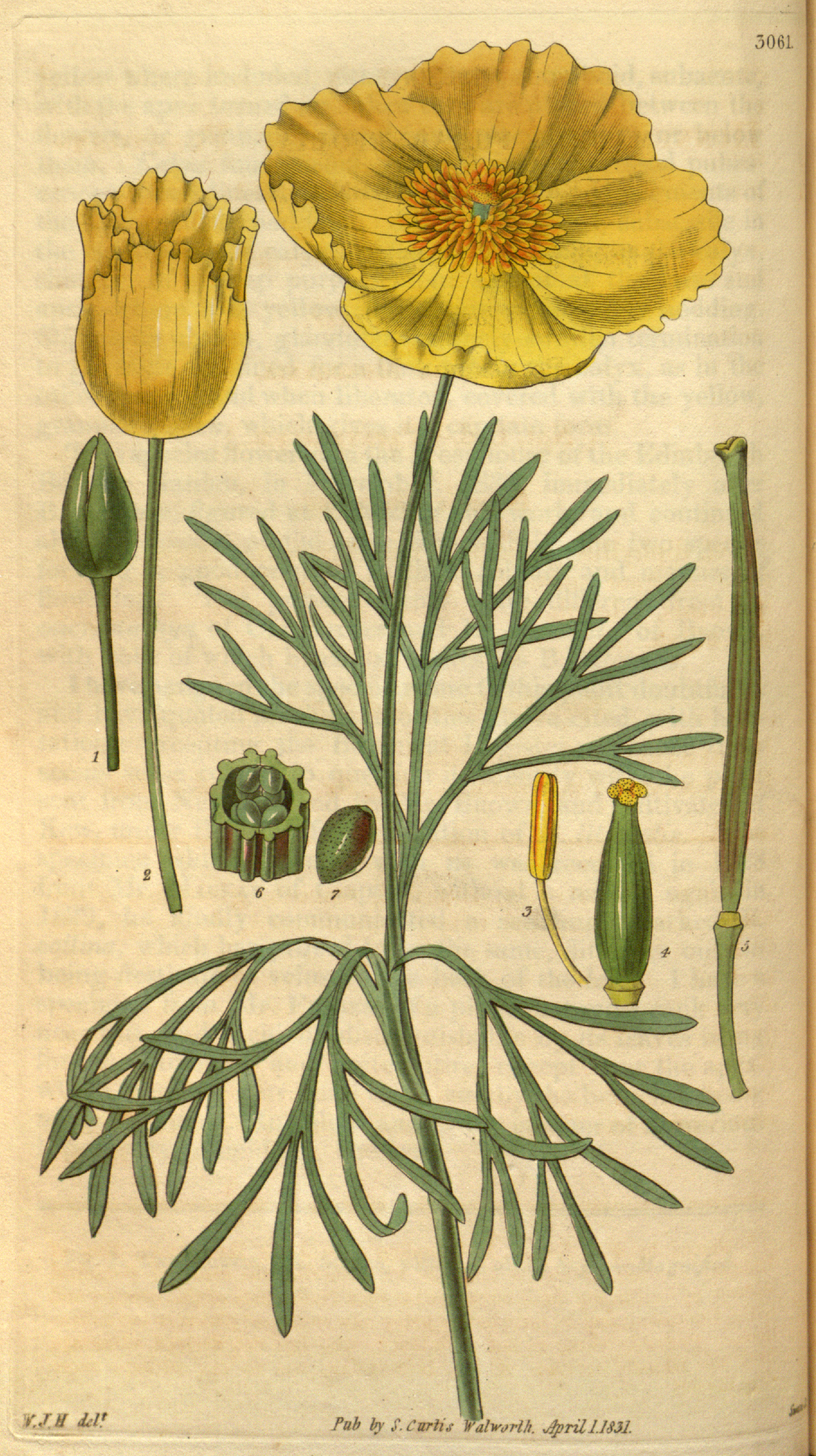
Illustration aus Curtis's Botanical Magazine, Volume 58, 1831, Tafel 3061

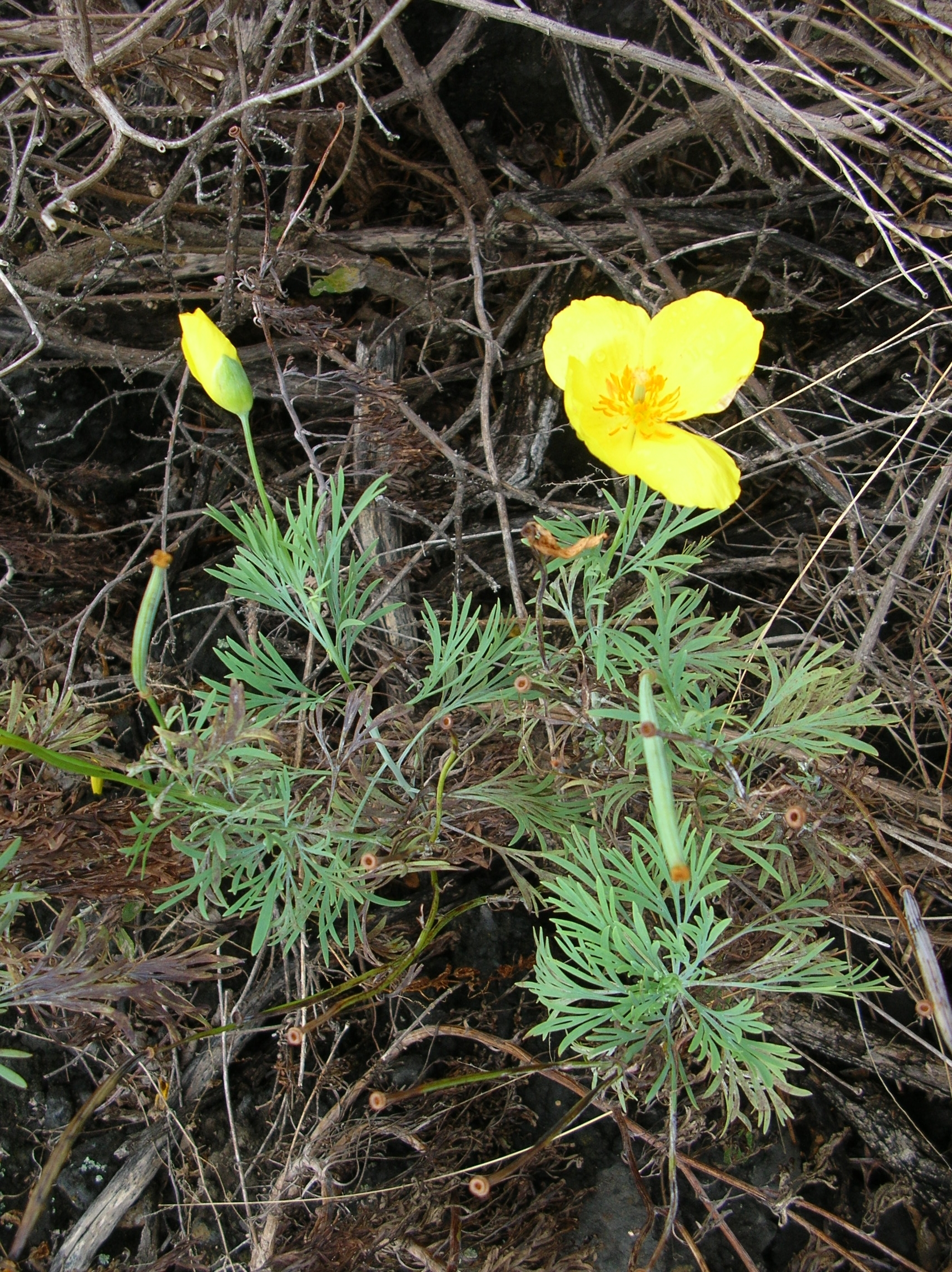
Habitus, Laubblätter und Blüten

### Vegetative Merkmale
Der Mexikanische Tulpenmohn ist eine  ausdauernde krautige Pflanze und erreicht Wuchshöhen bis 60 Zentimeter. Er hat aufstrebende, verzweigte, an der Basis leicht verholzte Stängel.
Die Blätter bilden eine grundständige Rosette. Die grau-grünen Laubblätter sind fiederspaltig in viele feine, nahe beieinanderliegende, linealische Segmente mit stumpfen Spitzen unterteilt und bis zu 14 Zentimeter lang.

### Generative Merkmale
In ihrer Heimat blüht die Pflanze fast das gesamt Jahr über. Jeweils auf langen Stielen befindet sich end- oder blattachselständig eine Blüte. Die Blütenknospen sind fast kugelförmig. Die zwittrige, tulpenartige Blüte weist einen Durchmesser von 5 bis 7 Zentimetern auf. Die zwei Kelchblätter fallen beim Öffnen der Blüte ab. Die vier leuchtend gelben, fast runden Kronblätter überlappen sich. Die vielen Staubblätter besitzen kurze Staubfäden und orangefarbene Staubbeutel. Zwei Fruchtblätter sind zu einem oberständigen Fruchtknoten verwachsen.
Die schotenähnliche Kapselfrucht ist bis zu 14 Zentimeter lang, dünn, fast zylindrisch und in der Mitte etwas verdickt. Die Kapselfrucht besitzt zehn Längsrippen und öffnen sich nach der Reifung an zwei Seiten der Länge nach, aus ihnen werden zahlreiche Samen entlassen. Die netzförmig gemusterten Samen sind etwa 2,5 Millimeter mal 2,3 Millimeter groß.

### Chromosomenzahl
Die Chromosomenzahl beträgt 2n = 56.

## Inhaltsstoffe
Vor allem der wässrige gelbliche Milchsaft des Mexikanischen Tulpenmohns enthält giftige Alkaloide. Es werden die gleichen Alkaloide wie im nahe verwandten Kalifornischen Mohn (Eschscholzia californica)  vermutet. Dies sind unter anderem die typischen Vertreter Allocryptopin und Californidin.

## Vorkommen
Der Mexikanische Tulpenmohn kommt ursprünglich in den Wüstenregionen des südlichen bis zentralen Mexikos vor. Man findet ihn dort in Gebieten mit steinigen, kalkhaltigen Böden in Höhenlagen von 1500 bis 2000 Metern. Oft tritt er an gestörten Orten wie Straßen und Wegen auf.

## Taxonomie
Die Erstbeschreibung von Hunnemannia fumariifolia erfolgte 1828 durch Robert Sweet in The British flower garden ... (Sweet), 3, 54, Tafel 276; dabei wurde auch die Gattung Hunnemannia Sweet aufgestellt. Der Gattungsname Hunnemannia ehrt den deutsch-englischen Buch-, Samen- und Pflanzenhändler John Hunnemann (1760–1839).

## Verwendung
Unter wechselnden Temperaturen zwischen 20 und 30 Grad Celsius, hellem Licht und Feuchtigkeit keimt Hunnemannia fumariifolia etwa in 18 Tagen. Winterhart ist er bis ca. −5 Grad Celsius.
In einigen Teilen der Welt, insbesondere in Süd-England wird er als Zierpflanze kultiviert. Den Sprung in andere Teile des europäischen Kontinents hat der Mexikanische Tulpenmohn bis jetzt nicht geschafft, was an seiner nur bedingten Winterhärte liegen könnte.
In Argentinien und den Vereinigten Staaten (Süden und Hawaii) wird er außerdem als Pflanzenart für Trockengebiete kultiviert. In den warmgemäßigten Breiten blüht er im Sommer und Herbst und benötigt nur sehr wenig Wasser.